# Ibarra Peak
Der Ibarra Peak ist ein Berg im ostantarktischen Viktorialand. Er ragt am Ende eines Gebirgskamms auf, der sich von der Royal Society Range in östlicher Richtung zwischen dem Mitchell-Gletscher und dem Lister-Gletscher erstreckt.
Das Advisory Committee on Antarctic Names benannte ihn 1992 nach dem US-amerikanischen Kartographen Phillip D. Ibarra (* 1953) vom United States Geological Survey, der von 1988 bis 1991 in drei Kampagnen unter anderem an der Errichtung geodätischer Kontrollstationen auf der Ross-Insel, in den Antarktischen Trockentäler und auf der Amundsen-Scott-Südpolstation beteiligt war.